# Всеукраїнський фестиваль талантів «Кожен спроможен»
Всеукраїнський фестиваль талантів «Кожен спроможен» стартував 20 грудня 2015 року в Дніпрі. Фестиваль присвячений культурі, саморозвитку, здоровому способу життя та популяризації української творчості. У шоу беруть участь музичні гурти з усієї країни, танцювальні колективи, циркові студії тощо. Крім того, постійно виступають спортсмени руху street workout.
Музичні напрямки фестивалю різноманітні: рок, поп, інді-рок, реп, ска-панк і т. д.
Фестиваль «Кожен спроможен» — мандрівний, і відбувся у таких куточках України, як: Дніпро, Київ, Одеса, Кропивницький, Запоріжжя, Бердянськ, Суми, Кременчук, Павлогард, Новомосковськ, Сміла, Лозова, Ізюм, Охтирка, Лубни, Жовті Води, Енергодар, Кам'янське, Олександрія, Мелітополь, Орджонікідзе, Пологи, Кирилівка,Затока.
Проект з одного боку надає можливість талановитим українцям показати себе, з іншого самі учасники — це приклад для громадян. Адже кожен спроможен досягти своєї мети, якщо буде розвиватися і навчатися новому. До того фестиваль носить соціальний характер, адже вхід на нього завжди вільний.
Скрізь, де буває фестиваль, на сцену запрошуються талановиті уродженці, які досягли чималих висот у своїй професійній діяльності. Будь то спортсмени, поети, бібліотекарі або заводчани.
Фестиваль проходить open air (просто неба). Максимальна тривалість фестивалю — 14 днів. У літній період шоу проходить у курортних регіонах України. Так, улітку 2016 року проект відбувся на Чорному та Азовському морі. Драйв, позитивні емоції і шалена енергетика чекала на всіх, хто відвідав шоу. Традиційно кожен фестивальний день закінчується виступом ді-джеїв, лазерним шоу та пінною вечіркою.